# Elena Yorgova-Ramanauskas
Elena Yorgova-Ramanauskas (* 1977 in Bulgarien) ist eine deutsche politische Beamtin (parteilos). Seit 2022 ist sie Staatssekretärin im saarländischen Ministerium für Wirtschaft, Innovation, Digitales und Energie sowie Chief Digital Officer.

## Leben
Yorgova-Ramanauskas besuchte von 1990 bis 1995 das Fremdsprachengymnasium Nikola Wapzarow in Schumen. Anschließend studierte sie von 1995 bis 1998 Internationale Wirtschaftsbeziehungen an der Wirtschaftsakademie „D. A. Zenov“ in Swischtow und von 1998 bis 2001 Betriebswirtschaftslehre an der Universität des Saarlandes in Saarbrücken.
Nach ihrem Abschluss und einem Praktikum bei KPMG startete sie 2002 ihre Karriere bei Wirtschaftsprüfungsgesellschaft PricewaterhouseCoopers am Standort Saarbrücken im Bereich Wirtschaftsprüfung und Beratung. Nach den Berufsexamina für Steuerberater im Jahr 2006 und Wirtschaftsprüfer im Jahr 2007 betreute sie große und mittelständische sowie familiengeführte Unternehmen. Zuletzt war sie bis 2021 bei PwC als Direktorin tätig. Von 2021 bis 2022 war sie Geschäftsführerin der Wirtschaftsprüfungs- und Steuerberatungsgesellschaft Dornbach.
Am 21. April 2022 stellte die Ministerpräsidentin des Saarlandes, Anke Rehlinger, Yorgova-Ramanauskas als Staatssekretärin im Ministerium für Wirtschaft, Innovation, Digitales und Energie vor, die Ernennung folgte am 26. April 2022 durch den Minister Jürgen Barke. Im Juni 2022 wurde sie zusätzlich zur Chief Information Officer (CIO) ernannt.
Yorgova-Ramanauskas ist verheiratet, hat zwei Kinder und lebt in Saarbrücken.